# Алгоритм раскраски рёбер Мисры и Гриса
Алгоритм раскраски рёбер Мисры и Гриса — это алгоритм полиномиального времени в теории графов, который находит рёберную раскраску любого графа. Раскраска требует максимум {\displaystyle \Delta +1} цветов, где {\displaystyle \Delta } — максимальная степень графа. Это значение оптимально для некоторых графов, а по теореме Визинга оно на один цвет больше, чем оптимальная раскраска остальных графов.
Алгоритм опубликовали в 1992 году Джаядев Мисра и Дэвид Грис. Он является упрощением алгоритма Белы Болобаша.
Этот алгоритм является самым быстрым из известных почти оптимальных алгоритмов раскраски рёбер, выполняющимся за время {\displaystyle O(|E||V|)}. Более быстрый алгоритм со временем {\displaystyle O(|E|{\sqrt {|V|\log |V|}})} объявлен в 1985 в техническом отчёте Габова и др., но так и не опубликован.
Как правило, оптимальная раскраска рёбер является NP-полной задачей, так что вряд ли для этой задачи алгоритм полиномиального времени существует. Существуют, однако, алгоритмы точной раскраски рёбер с экспоненциальным временем работы, которые дают оптимальное решение.

## Веера

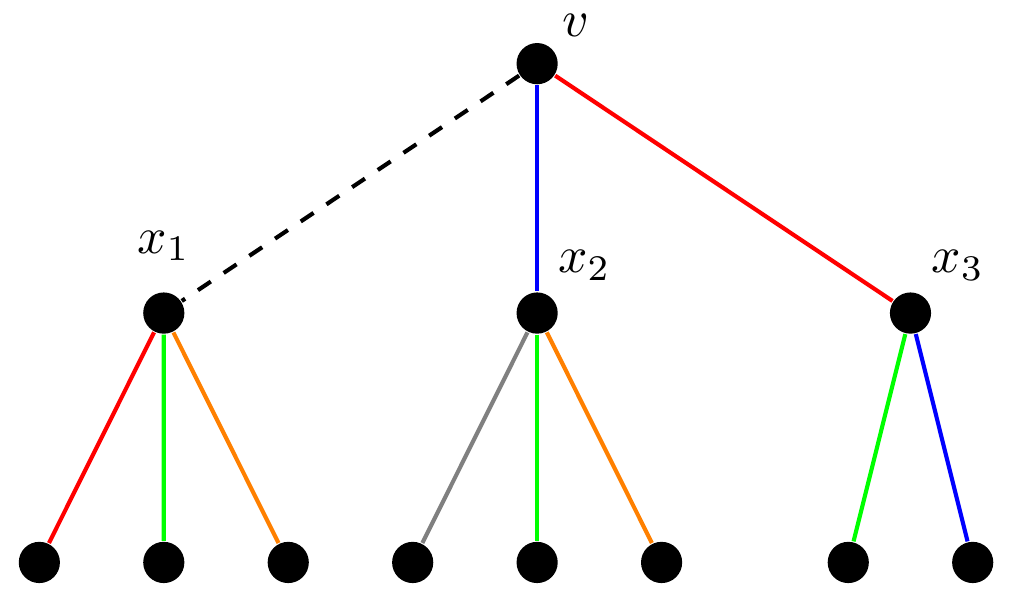

Говорят, что цвет x отсутствует в вершине u, если {\displaystyle c(u,z)\neq x} для всех (u, z) {\displaystyle \in } E(G).
Веер в вершине u — это последовательность вершин F[1:k], которая удовлетворяет следующим условиям:
1. F[1:k] является непустой последовательностью различных соседей вершины u
2. Ребро (F[1], u) {\displaystyle \in } E(G) не выкрашено
3. Цвет ребра (F[i+1], u) отсутствует в вершине F[i] для {\displaystyle 1\leqslant i<k}

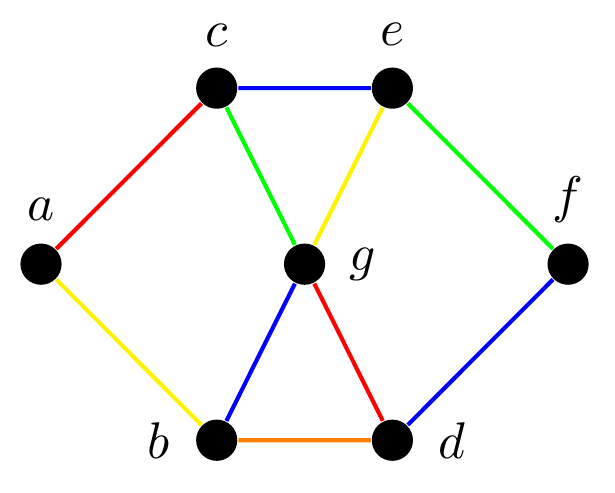
Примеры cd_{x} путей: ac, cg, gd является красно-зелёным_{c} путём, а bd, dg является оранжево-красным_{d} путём.

Если дан веер F, любое ребро (F[i], X) для {\displaystyle 1\leqslant i\leqslant k} является ребром веера. Пусть c и d будут двумя цветами. Путь cdX — это путь, который проходит через вершину X, содержит только рёбра с цветами c и d и является максимальным (мы не можем добавить какое-либо ребро цветом из {c, d}). Заметим, что существует для X только один такой путь, так как максимум одно ребро каждого цвета может быть смежно заданной вершине.

### Вращение веера

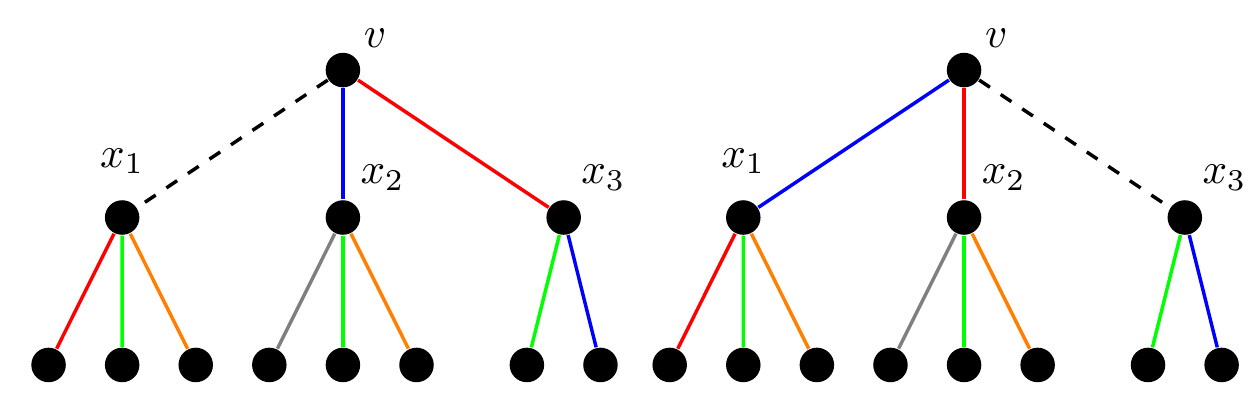
Вращение левого веера приводит к вееру справа

Если дан веер F[1:k] вершины X, операция «вращения веера» делает следующее (одновременно):
1. {\displaystyle c(F[i],X)=c(F[i+1],X)}
2. Снимает раскраску ребра (F[k],X)

Эта операция оставляет раскраску правильной, поскольку для каждого i цвет {\displaystyle c(F[i+1],X)} отсутствовал в {\displaystyle (F[i],X)}.

### Обращение пути

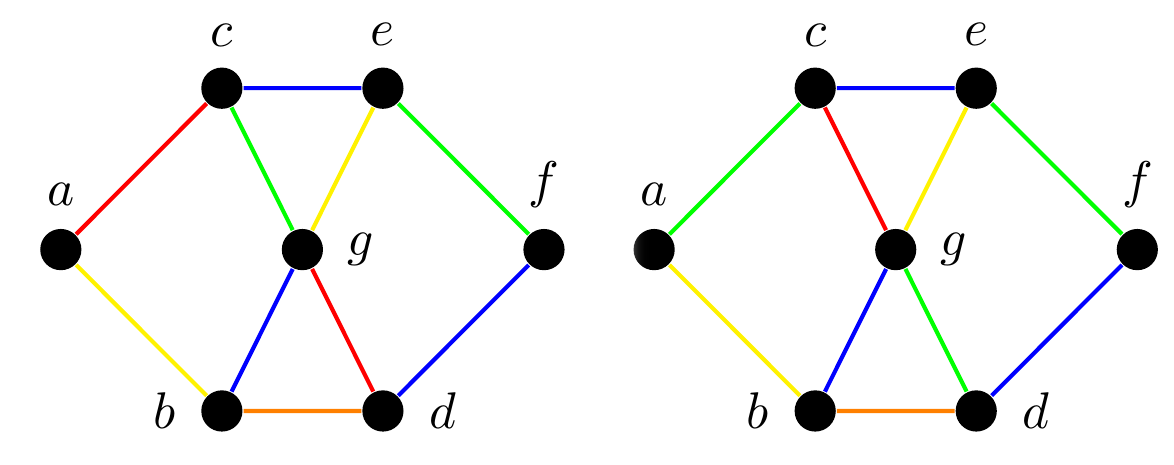
Обращение красно-зелёного_{a} пути в левом графе приводит к правому графу.

Операция «перекраска пути cdX» меняет все цвета c на пути на d и все цвета d на c. Обращение пути может быть полезным для освобождения цвета в X, если X является конечной вершиной пути — если вершина X была смежна цвету c, но не d, теперь она будет смежна цвету d, но не c, что освобождает цвет c для другого ребра, смежного X. Применение операции не нарушает допустимость раскраски, поскольку для конечных вершин только один из цветов из {c, d} может быть смежен вершине, а для других элементов пути операция лишь переключает цвета рёбер, никакого нового цвета не добавляется.

## Алгоритм
Вход: Граф G.
Выход: Правильная раскраска рёбер графа G
Положим U := E(G)
Пока U ≠ ∅ выполнить
1. Возьмём любое ребро (u, v) из U.
2. Пусть F[1:k] будет максимальным веером u, начинающимся в F[1]=v.
3. Пусть c будет цветом, который отсутствует в u и d будет цветом, отсутствующим в F[k].
4. Обращаем путь cdu
5. Пусть {\displaystyle w\in V(G)} будет таким, что {\displaystyle w\in F,F'=[F[1]\dots w]} является веером, а d отсутствует в w.
6. Вращаем F' и положим c(u, w)=d.
7. U := U — {(u, v)}

конец Пока

## Доказательство корректности
Корректность алгоритма доказывается в три этапа. Сначала показывается, что перекраска пути cdu гарантирует вершину w, такую что {\displaystyle w\in F,F'=[F[1]\dots w]} является веером и d отсутствует в w. Тогда эта раскраска рёбер будет правильной и требует не более {\displaystyle \Delta +1} цветов.

### Инверсия пути
До перекраски пути возможны два случая:
1. Веер не имеет рёбер, выкрашенных в d. Поскольку F является максимальным веером и d отсутствует в F[k], из этого следует, что не существует ребра с цветом d, смежного u. В противном случае, если бы такое ребро существовало, его можно было бы присоединить к F[k], так как d отсутствует в F[k], но F максимален, получаем противоречие. Тогда d отсутствует в u и, поскольку c также отсутствует в u, путь cdu пуст и инверсия не влияет на граф. Положим {\displaystyle w=F[k]}.
2. Веер имеет одно ребро с цветом d. Пусть (u,F[x+1]) будет этим ребром. Заметим, что {\displaystyle x+1\neq 1}, поскольку (u,F[1]) не выкрашено. Тогда цвет d отсутствует в F[x]. Также {\displaystyle x\neq k}, поскольку веер имеет длину k, но существует {\displaystyle F[x+1]}. Мы можем теперь показать, что после перекраски для каждого {\displaystyle y\in \{1,\dots ,x-1,x+1,\dots ,k\}} цвет {\displaystyle (F[y+1],u)} отсутствует в F[y]. Заметим, что до перекраски цвет {\displaystyle (u,F[y+1])} не совпадал ни с c, ни с d, поскольку c отсутствует в u, а {\displaystyle (u,F[x+1])} содержит цвет d и раскраска правильна. Обращение влияет только на рёбра, которые выкрашены в c или d, так что (1) выполняется.

F[x] может содержаться в пути cdu или нет. Если оно не содержится в пути, то перекраска не влияет на множество отсутствующих цветов в F[x] и d останется отсутствующим в нём. Мы можем положить {\displaystyle w=F[x]}. В противном случае мы можем показать, что F остаётся веером и d остаётся отсутствующим в F[k]. Поскольку d отсутствовал в F[x] до перекраски, а F[x] находится на пути, F[x] является конечной вершиной пути cdu и c будет отсутствовать в F[x] после перекраски. Перекраска изменит цвет {\displaystyle (u,F[x+1])} с d на c. Тогда, поскольку c теперь отсутствует в F[x] и выполняется (1), F остаётся веером. Также d остаётся отсутствующим в F[k], поскольку F[k] не на пути cdu (предположим, что оно на пути, но, поскольку d отсутствует в F[k], он должен быть конечной точкой пути, однако конечными точками являются u и F[x]). Выберем {\displaystyle w=F[k]}.
В любом случае, веер {\displaystyle F'} является префиксом F, откуда следует что {\displaystyle F'} также является веером.

### Раскраска рёбер правильна
Это можно показать методом математической индукции по числу раскрашенных рёбер. База индукции: нет раскрашенных рёбер, раскраска правильная. Шаг индукции: предположим, что раскраска была правильной на предыдущей итерации. На текущей итерации после перекраски пути d становится отсутствующим в u и по предыдущему результату он будет отсутствовать в w. Вращение {\displaystyle F'} не разрушает правильности раскраски. Тогда, после того как положим {\displaystyle c(u,w)=d}, раскраска остаётся правильной.

### Алгоритм требует максимумΔ+1{\displaystyle \Delta +1}цветов
На заданном шаге используются только цвета c и d. Поскольку u смежна по меньшей мере с одним нераскрашенным ребром и её степень ограничена {\displaystyle \Delta }, по меньшей мере один цвет из {\displaystyle \{1,\dots ,\Delta \}} доступен для c. Для d F[k] может иметь степень {\displaystyle \Delta } и не иметь нераскрашенных смежных рёбер. Тогда может потребоваться {\displaystyle \Delta +1} цветов.

## Сложность
На каждом шаге вращение снимает раскраску ребра (u, w), раскрашивая при этом рёбра (u,F[1]) и (u, v), которые до этого цвета не имели. Таким образом, появляется одно дополнительное раскрашенное ребро. Следовательно, цикл будет выполнен {\displaystyle O(|E|)} раз. Поиск максимального веера, цветов c и d и перекраска пути cdu могут быть выполнены за время {\displaystyle O(|V|)}. Нахождение w и вращение F' занимает {\displaystyle O(\deg(u))\in O(|V|)} времени. Поиск и удаление ребра (u, v) могут быть осуществлены с помощью стека за постоянное время (операция выборки последнего элемента) и этот стек может быть заполнен за время {\displaystyle O(|E|)}. Таким образом, каждая операция цикла занимает {\displaystyle O(|V|)} времени и общее время работы алгоритма равно {\displaystyle O(|E|+|E||V|)=O(|E||V|)}.